# José Chepito Areas
José Areas, detto Chepito (León, 25 luglio 1946) è un percussionista nicaraguense.
È stato inserito nella Rock & Roll Hall of Fame nel 1998 come percussionista della band di Carlos Santana.

## Biografia
José “Chepito” Areas fu il percussionista più riconosciuto di Santana (band) e ha contribuito ai primi tre album registrati dalla fortunata band: "Santana" (1969), "Abraxas" (1970) e "Santana III" (1971), ed è presente in "Caravanserai" (1972), nel triplo album "Lotus" (1974), in "Welcome" (1973) e in "Festival" (1976).
È innegabile che il suo personale stile di percussionista e l'essere uno strumentista dotato per i timbali lo portarono a essere uno dei responsabili dei maggiori successi del gruppo nel suo primo periodo 1969-1977. È perfino considerato come uno dei creatori del genere musicale Rock latino (Latin Rock).

## Un "Nica" al Woodstock
Essendo uno dei membri originali del gruppo di Carlos Santana, ebbe il privilegio di partecipare allo storico Festival di Woodstock durante la presentazione della band il 16 agosto 1969, quando la corrente Hippie, che predica amore e pace, era nel suo massimo splendore.

## Funk Latino
Nel 1974 registrò l'album "José Chepito Areas" per l'etichetta CBS nel più puro stile del Funk latino (Latin Funk). Il disco include le seguenti tracce: "Guarafeo", "Funky Folsom", "Remember Me", "Bambeyoko", "Morning Star", "Buscando La gente", "Cerro Negro", "Terremoto" e "Guaguanco in Japan".

## Reunion
Negli anni 1988 - 1989 tornò a far parte del gruppo di Carlos Santana durante una serie di concerti. Nel 1997 partecipò con vecchi membri dei Santana alla registrazione del CD "Abraxas Pool", una fusione di rock, blues e ritmi latini.
I musicisti che parteciparono a questa registrazione furono: Gregg Rolie, voce e tastiere; Neal Schon, chitarra; Michael Carabello; Jose Chepito Areas, timbali; Alphonso Johnson, basso e Michael Shrieve, batteria.

## Discografia

### Album
Solista
- 1974 - Jose "Chepito" Areas (Columbia Records, KC 33062)

con Santana
- 1969 - Santana (Columbia Records, CS 9781)
- 1970 - Abraxas (Columbia Records, KC 30130)
- 1971 - Santana III (Columbia Records, KC 30595)
- 1972 - Caravanserai (Columbia Records, KC 31610)
- 1973 - Welcome (Columbia Records, PC 32445)
- 1974 - Lotus (CBS/Sony Records, SOPZ 7-8-9) 3 LP, pubblicato in Giappone
- 1974 - Borboletta (Columbia Records, PC 33135) Jose "Chepito" Areas suona in tre brani
- 1977 - Moonflower (Columbia Records, C2 34914) 2 LP

con The Elvin Bishop Group
- 1970 - Feel It! (Fillmore Records, Z 30239)

con Cold Blood
- 1970 - Sisyphus (San Francisco Records, SD 205)

con It's a Beautiful Day
- 1971 - Choice Quality Stuff/Anytime (Columbia Records, KC 30734) Jose "Chepito" Areas suona in un brano

con Herbie Hancock
- 1971 - Mwandishi (Warner Bros. Records, WS 1898) Jose "Chepito" Areas suona in un brano

con Brewer & Shipley
- 1971 - Shake Off the Demon (Kama Sutra Records, KSBS 2039)

con Danny Cox
- 1971 - Danny Cox (ABC/Dunhill Records, DS 50114)

con Boz Scaggs
- 1971 - Boz Scaggs & Band (Columbia Records, C 30796) Jose "Chepito" Areas suona in un brano

con Luis Gasca
- 1972 - For Those Who Chant (Blue Thumb Records, BTS 37)

con Brenda Patterson
- 1973 - Brenda Patterson (Playboy Records, PB-109) Jose "Chepito" Areas suona in un brano

con Crackin'
- 1975 - Crackin' - I (Polydor Records, PD-6044) Jose "Chepito" Areas suona in un brano

con Heartsfield
- 1975 - Foolish Pleasures (Mercury Records, SRM-1-1034) Jose "Chepito" Areas suona in un brano

con Labelle
- 1976 - Chameleon (Epic Records, PE 34189)

con Lee Oskar
- 1976 - Lee Oskar (United Artists Records, UA-LA594-G) Jose "Chepito" Areas suona in un brano

con Sharon Redd, Ula Hedwig, Charlotte Crossley
- 1978 - Formerly of the Harlettes (Columbia Records, JC 35250)

con Gato Barbieri
- 1978 - Tropico (A&M Records, SP-4710)
- 1984 - Passion and Fire (A&M Records, SP-9-3029) Raccolta, Jose "Chepito" Areas è presente in due brani

con Giants (C. Santana, G. Errico, H. Hancock, J. Areas, L. Oskar, M. Carabello, R. Reyes)
- 1978 - Giants (LAX Records, MCA 3188)

con John Lee Hooker
- 1989 - The Healer (Chameleon Records, D1-74808)

con Neal Schon
- 1995 - Beyond the Thunder' (Higher Octave Music, HOMCD 7073)

con Abraxax Pool
- 1997 - Abraxas Pool (Miramar Records, 09006-23082-2)

con Brian Tarquin
- 2008 - Fretworx (nuGroove Records, NUG-2019-2)

con Alfonso Noel Lovo
- 2012 - La Gigantona (Numero Group, NUM046)